# Montcombroux-les-Mines
Montcombroux-les-Mines – miejscowość i gmina we Francji, w regionie Owernia-Rodan-Alpy, w departamencie Allier.

## Demografia
Według danych na rok 1990 gminę zamieszkiwało 439 osób, a gęstość zaludnienia wynosiła 19 osób/km². W styczniu 2015 r. Montcombroux-les-Mines zamieszkiwało 349 osób, przy gęstości zaludnienia wynoszącej 15,1 osób/km².